# Xcaret
Xcaret est un site archéologique maya situé dans l'État de Quintana Roo, au Mexique.